# Çayırlık
La rivière Çayırlık (Çayırlık Çayı, « rivière de la prairie ») est un cours d'eau de Turquie coupé par le barrage de Kaymaz. 

## Géographie
Le village de Kaymaz est dans le district de Sivrihisar de la province d'Eskişehir. La rivière se jette dans la rivière Sarısu Deresi affluent de la rivière de Seydi Çayı, elle-même affluent du fleuve Sakarya.